# Pacte d'Acer
El Pacte d'Acer (en alemany: Stahlpakt; en italià: Patto d'Acciaio), oficialment anomenat com a Pacte d'Amistat i Aliança entre Alemanya i Itàlia fou un acord politico-militar signat el 22 de maig de 1939 a Berlín, entre els Ministres d'Afers Exteriors Galeazzo Ciano pel Regne d'Itàlia i Joachim von Ribbentrop per Alemanya, en el qual assentaven les bases d'una futura ajuda mútua en cas de guerra.

## Antecedents
Alemanya i Itàlia van lluitar entre elles durant la Primera Guerra Mundial. La popularitat i el suport als partits polítics radicals (com els nazis d'Adolf Hitler i els feixistes de Benito Mussolini) van esclatar després que la Gran Depressió hagués obstaculitzat greument l'economia d'ambdós països.
El 1922, Mussolini va aconseguir la seva posició com a primer ministre del Regne d'Itàlia. Les seves primeres accions el van fer immensament popular: programes massius d'obres públiques van proporcionar ocupació i van transformar la infraestructura d'Itàlia. A la Mediterrània, Mussolini va llançar una poderosa armada, més gran que la força combinada de les flotes mediterrànies britànica i francesa.
Quan Hitler va ser nomenat canceller el 1933, va iniciar una enorme onada d'obres públiques i de rearmament secret. El feixisme i el nazisme compartien principis similars, i Hitler i Mussolini es van reunir en diverses ocasions a escala estatal i privada als anys trenta. El 23 d'octubre de 1936, Itàlia i Alemanya van signar un protocol secret per alinear la seva política exterior per primera vegada en qüestions com la Guerra Civil Espanyola, la Societat de Nacions i la Crisi d'Abissínia.

## Japó
El 1931, les forces japoneses van envair la regió de Manxúria a causa dels seus rics camps de cereals i les seves reserves de minerals en brut. Això, però, va provocar un xoc diplomàtic amb la Unió Soviètica, que feia frontera amb Manxúria. Per combatre l'amenaça soviètica, els japonesos van signar un pacte amb Alemanya el 1936. L'objectiu del pacte era protegir-se de qualsevol atac de la Rússia soviètica si es dirigís a la Xina.
El Japó va escollir centrar-se en les aliances antisoviètiques en lloc de les aliances antioccidentals com Itàlia i Alemanya. No obstant això, Alemanya temia que una aliança anti-URSS creés la possibilitat d'una guerra en dos fronts abans de poder conquerir Europa occidental. Per tant, quan Itàlia va convidar el Japó a signar el Pacte de l'Acer, el va rebutjar.

## Història
Per aquesta data el Canceller d'Alemanya Adolf Hitler desitjava envair Polònia, però volia comptar amb aliats a Europa, amb l'objectiu de desanimar el Regne Unit i França de declarar-li la guerra. A més de les similituds entre el feixisme italià i el nazisme alemany, Hitler desitjava consolidar la seva amistat amb Benito Mussolini, que encara dubtava a participar en la futura Segona Guerra Mundial.
La signatura del Pacte d'Acer va deixar de tenir valor l'1 de setembre de 1939, quan va començar la Segona Guerra Mundial, perquè Benito Mussolini i Galeazzo Ciano van renunciar a darrera hora a fer costat a Alemanya en cas que les potències occidentals li declaressin la guerra, ja que Itàlia no estava preparada militarment per la guerra. Dos dies després d'iniciar-se la invasió de Polònia, el Regne Unit i França van declarar la guerra a Alemanya, donant inici oficial a la Segona Guerra Mundial. No seria fins a la derrota francesa de 1940 que Mussolini validaria el Pacte d'Acer, declarant la guerra al Regne Unit i a la ja derrotada França.
El Pacte d'Acer va perdre validesa el 1943, quan Mussolini va ser arrestat en un cop d'estat, i el nou govern italià va signar un armistici amb els aliats.

## Clàusules
El Pacte d'Acer contenia una clàusula secreta, on ambdós governs totalitaris es comprometien a controlar les seves respectives premses i mitjans de propaganda per enaltir la imatge d'ambdós governs.
Oficialment, el Pacte de l’acer obligava Alemanya i Itàlia a ajudar l’altre país militarment, econòmicament o d’una altra manera en cas de guerra, i a col·laborar en la producció d'armament. El Pacte tenia com a objectiu garantir que cap dels dos països fos capaç de fer la pau sense l'acord de l'altre. L'acord es basava en el supòsit que no es produiria una guerra en tres anys. Quan Alemanya va envair Polònia l'1 de setembre de 1939 i va esclatar la guerra el 3 de setembre, Itàlia encara no estava preparada per al conflicte i tenia dificultats per complir les seves obligacions. En conseqüència, Itàlia no va entrar a la Segona Guerra Mundial fins al juny de 1940, amb una invasió retardada al sud de França.
| « | Article I Les parts contractants romandran en contacte permanent entre si per tal de comprendre tots els interessos comuns o la situació europea en el seu conjunt. Article II En el cas que es posin en perill els interessos comuns de les parts contractants per esdeveniments internacionals de qualsevol tipus, entraran immediatament en consulta sobre les mesures necessàries per preservar aquests interessos. Si la seguretat o altres interessos vitals d'una de les parts contractants estiguessin amenaçats des de fora, l'altra part contractant proporcionarà a la part amenaçada tot el seu suport polític i diplomàtic per eliminar aquesta amenaça. Article III Si en contra dels desitjos i esperances de les parts contractants, una d’elles s’impliqui en complicacions militars amb una altra potència o altres potències, l’altra part contractant es posarà immediatament al seu costat com a aliada i la recolzarà amb tots la seva força militar a terra, al mar i a l'aire Article IV Per garantir, en qualsevol cas, la ràpida implementació de les obligacions d’aliança de l’article III, els governs de les dues parts contractants intensificaran encara més la seva cooperació en l’àmbit militar i l’àmbit de l'economia de guerra. De la mateixa manera, els dos governs es mantindran regularment informats mútuament d'altres mesures necessàries per a la implementació pràctica d'aquest Pacte. Els dos governs crearan comissions permanents, sota la direcció dels ministres d'Afers Exteriors, per als efectes indicats a l'article I i II. Article V Les parts contractants que ja es troben en aquest punt s'obliguen, en cas de guerra conjunta, a concloure qualsevol armistici o pau només en ple acord entre elles Article VI Les dues parts contractants són conscients de la importància de les seves relacions conjuntes amb les potències que els són amigues. Estan decidits a mantenir aquestes relacions en el futur i a promoure el desenvolupament adequat dels interessos comuns que els vinculen a aquestes potències Article VII Aquest Pacte entra en vigor immediatament després de la seva signatura. Les dues parts contractants acorden fixar el primer període de validesa en deu anys. Amb molt de temps abans que transcorri aquest període, arribaran a un acord sobre l'extensió de la vigència del Pacte. | » |

### Protocols secrets complementaris
Els protocols complementaris de tipus secrets del Pacte de l'acer es van dividir en dues seccions, i no es van fer públics en el moment de la signatura del Pacte.
La primera secció instava els països a accelerar la seva cooperació militar i econòmica conjunta, mentre que la segona secció comprometia els dos països a cooperar en "qüestions de premsa, el servei de notícies i la propaganda" per promoure el poder i la imatge de l'Eix Roma-Berlín. Per ajudar-ho, cada país havia d'assignar "un o diversos especialistes" del seu país a la capital de l'altre per establir relacions estretes amb el ministre d'Afers Exteriors d'aquest país.

## Dissolució
Segons l'article VII, el pacte havia de durar deu anys, però això no va succeir. El novembre de 1942, les forces de l'Eix al nord d'Àfrica, dirigides pel mariscal de camp Erwin Rommel, van ser derrotades decisivament per les forces britàniques i de la Commonwealth a la segona batalla d'El Alamein. El juliol de 1943, els aliats occidentals van obrir un nou front envair Sicília. Després d'això, Mussolini va ser enderrocat per 19 membres del Gran Consiglio que havien votat a favor de l'Ordine Grandi. El nou govern italià, dirigit pel mariscal de camp Pietro Badoglio, va signar un armistici amb els aliats al setembre i es va convertir en un no-bel·ligerant, acabant així efectivament la participació d'Itàlia en el pacte.
Tot i que un govern titella dirigit per Mussolini, la República Social Italiana, va ser establert al nord d'Itàlia per l'Alemanya nazi, Itàlia va continuar sent membre del pacte només en nom.